# Агульяс (национальный парк)
Национальный парк Агульяс (англ. Agulhas National Park) — расположен на территории ЮАР, на одноимённой равнине Агульяс в Западно-Капской провинции в 200 км к юго-востоку от Кейптауна.
Парк основан 14 сентября 1998 года. Площадь — 210 км².

## Фауна
Из млекопитающих встречаются китообразные и капский даман.
Из птиц - ржанкообразные